# Epidemia de matlazáhuatl de 1737
La epidemia de matlazáhuatl de 1737 fue un brote epidémico de un padecimiento que las investigaciones contemporáneas determinan como tifus o peste. Afectó al Virreinato de Nueva España —actual México— desde agosto de 1737 hasta 1739 siendo una de las más mortíferas de dicho periodo histórico y uno de los momentos críticos para la sociedad novohispana en el siglo XVIII.

## Antecedentes
El territorio novohispano sufrió diversas epidemias previas a la de 1737, un factor que influyó a la catástrofe demográfica en América tras la llegada de los europeos. En los periodos 1545-1548, 1576-1581, 1737-1739 se registraron los brotes epidémicos más largos, y con consecuencias más graves, aunque epidemias menores eran con frecuencia intensamente destructivas para áreas más limitadas y la despoblación continuó entre epidemias.

## Desarrollo de la epidemia
Según lo narrado por Cayetano Cabrera Quintero en su obra de 1746, Escudo de armas de México, el brote epidémico habría iniciado en un obraje de lana del pueblo de Tlacopan, entonces separado de la Ciudad de México en agosto de 1737. Dichos obrajes eran sitios insalubres en donde trabajaban, comían y dormían decenas de personas en contacto con animales y desechos fecales. Diversas hipótesis sitúan que el origen de la infección podría tener un origen ultramarino a través de cargamentos comerciales provenientes de Europa, o moverse a través de cargamentos de lana provenientes de obrajes del norte del actual México.
La epidemia se esparció con rapidez debido a la falta de conocimientos higiénicos y a la carencia de conocimientos médicos en su tratamiento y prevención. 
Para octubre de ese año la epidemia ya azotaba la Ciudad de México a todos los sectores sociales sin distinción de edad, género o grupo social aunque fueron los indígenas el grupo más afectado por lo que fueron determinadas diversas medidas en ese sitio para paliar la epidemia. Los basureros, hospitales, cementerios y rastros fueron desplazados a las afueras de la ciudad, y se buscó eliminar las acequias, sitios de hacinamiento y áreas donde se acumulaba agua estancada. Fueron creados hospitales específicos para el cuidado de los enfermos y moribundos de la epidemia.  Religiosos y médicos también sucumbieron ante el contacto que tenían con enfermos en los hospitales.
El patrón de transmisión siguió el trazo de los caminos reales existentes en la época. Diversos estudios coinciden en hallar el contagio sucesivamente cronológico en las poblaciones conectadas por estas vías, ya que se supone que uno de los vectores biológicos fueron los piojos y las ratas, que se hallaban seguramente en los cargamentos que se movían entre estas poblaciones, además del desconocimiento de medidas preventivas. 
Una de las principales explicaciones al origen de la enfermedad fue la providencialista, por lo que las autoridades apelaron a los métodos de intercesión divina  realizando rezos públicos con novenarios, peregrinaciones, persuasiones a la bondad, a la fe y a las obras pías, así como encomendaciones específicas a santos y advocaciones de la Virgen María que se creía habían sido efectivas en epidemias ocurridas en Europa como Gregorio Magno y San Sebastián.  La Virgen de Guadalupe fue proclamada Patrona de la Ciudad de México y más adelante de toda la Nueva España como consecuencia de esta epidemia. Además de las prácticas de la medicina de entonces, y debido a la creencia generalizada de que entre las causas de la epidemia estaba el castigo divino, quienes buscaban protegerse de la enfermedad sumaban un buen comportamiento a sus remedios.
América Molina sugiere que entre las principales poblaciones que padecieron matlazáhuatl fueron "Tacuba, Azcapotzalco, Coyoacán, Ciudad de  México, Xochimilco, Toluca,   Metepec, Amanalco, Chalco, Ecatepec, Tepozotlán, Tepoztlán, Cuernavaca, Tlaxcala, Puebla, Cholula, Zinancatepec, Tulancingo, Real del Monte, Xalapa, Tizayuca, Tepeji del Río, Ixtlahuaca, Atlacomulco, Tepeaca, Maltrata, Querétaro, Ozumba, Atlixco, Texcoco, Tecali, Tenango  del  Valle, Dolores, Orizaba,  San Juan del río,  Tula,  San Miguel El Grande, Celaya, Sayula, San Luis Potosí, León, Antequera, Chapala, San Juan de los Lagos, Maravatío, Valladolid, Durango, Aguascalientes y Parral".

### La enfermedad
El padecimiento era determinado por la palabra náhuatl matlazáhuatl, de matlatl, red o grupo y zahuatl, erupciones o granos. Para los médicos novohispanos era clasificado por su nombre hispano tabardillo o tabardete, mientras que en el siglo XIX se pensó que fue una combinación de tifus y fiebre tifoidea. Investigaciones contemporáneas determinan que pudo ser peste, tifus o una forma de hepatitis. No es posible establecer con rigor de que se trataba ya que todos los testimonios de la época narran sus consecuencias que suelen ser variadas. El cuadro clínico coincidente es el de fiebre intensa, sangrado por boca y oídos, disentería aguda y pústulas.

## Consecuencias
La epidemia tuvo una consecuencia honda en la sociedad de la época debido a su alto índice de mortandad. Luego de la epidemia las políticas públicas sanitarias cambiaron, apoyadas en la renovación de ideas que supuso el arribo de los Borbones al poder y sus reformas, que influyó en el desarrollo de la medicina y la sanidad pública posterior.
En los documentos de la época este hecho sería de los primeros en ser llamado por la locución latina epidemia. Una de las principales narraciones y descripciones del matlazáhuatl en la Ciudad de México fue narrado por Cayetano Cabrera Quintero en su obra de 1746, Escudo de armas de México.